# Ponte do Palácio

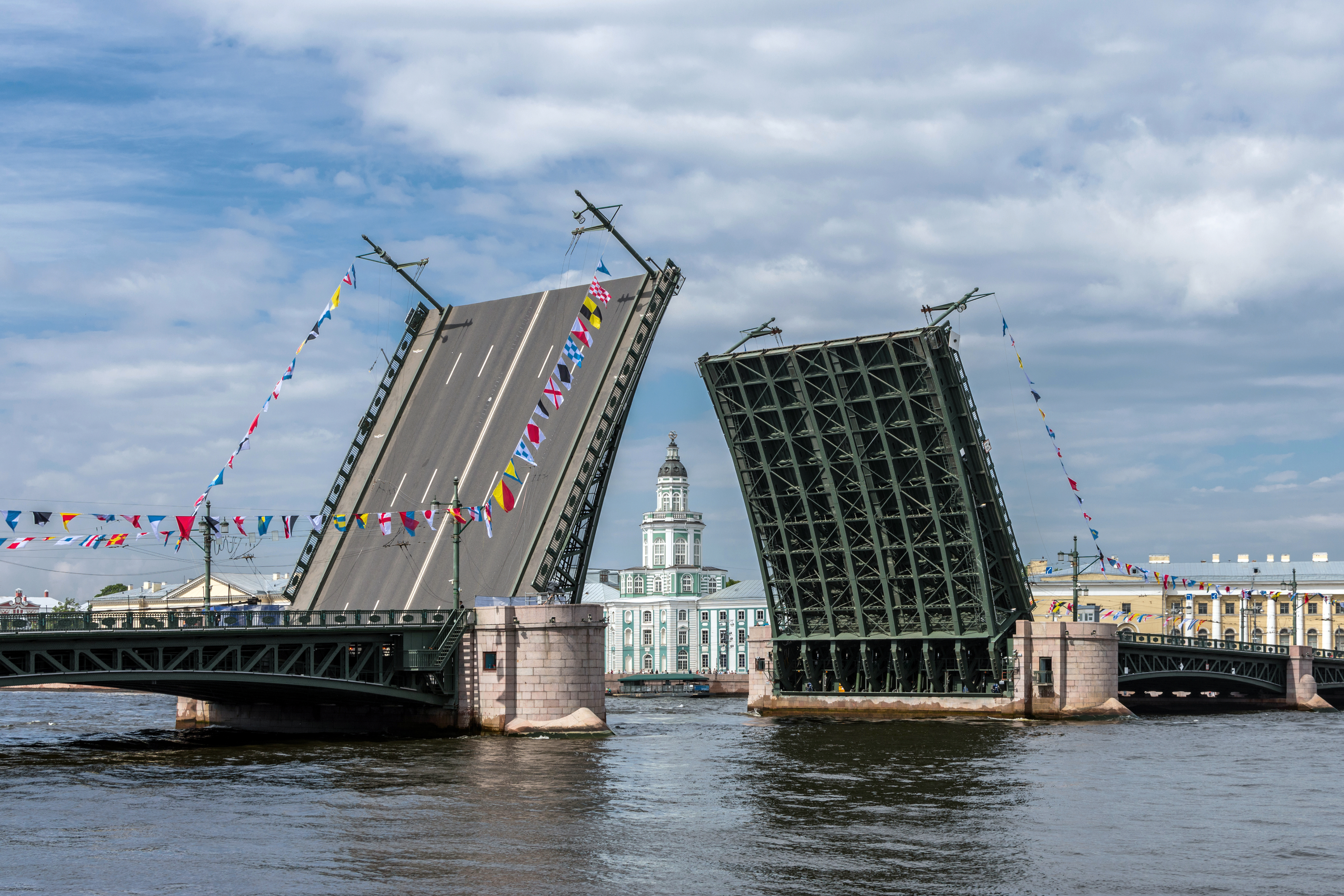
A Ponte do Palácio

A Ponte do Palácio (em russo: Дворцо́вый мост, também conhecida por seu nome nativo Ponte Dvortsoviy) é uma ponte que cruza o rio Neva, sendo um dos principais símbolos e pontos turísticos, além de importante via da cidade de São Petersburgo. A ponte localiza-se na parte central da cidade, e liga o Almirantado à Ilha de Vassiliev.
A ponte tem 250 metros de comprimento e 27 metros de largura.